# اندازه‌گیری پرندگان

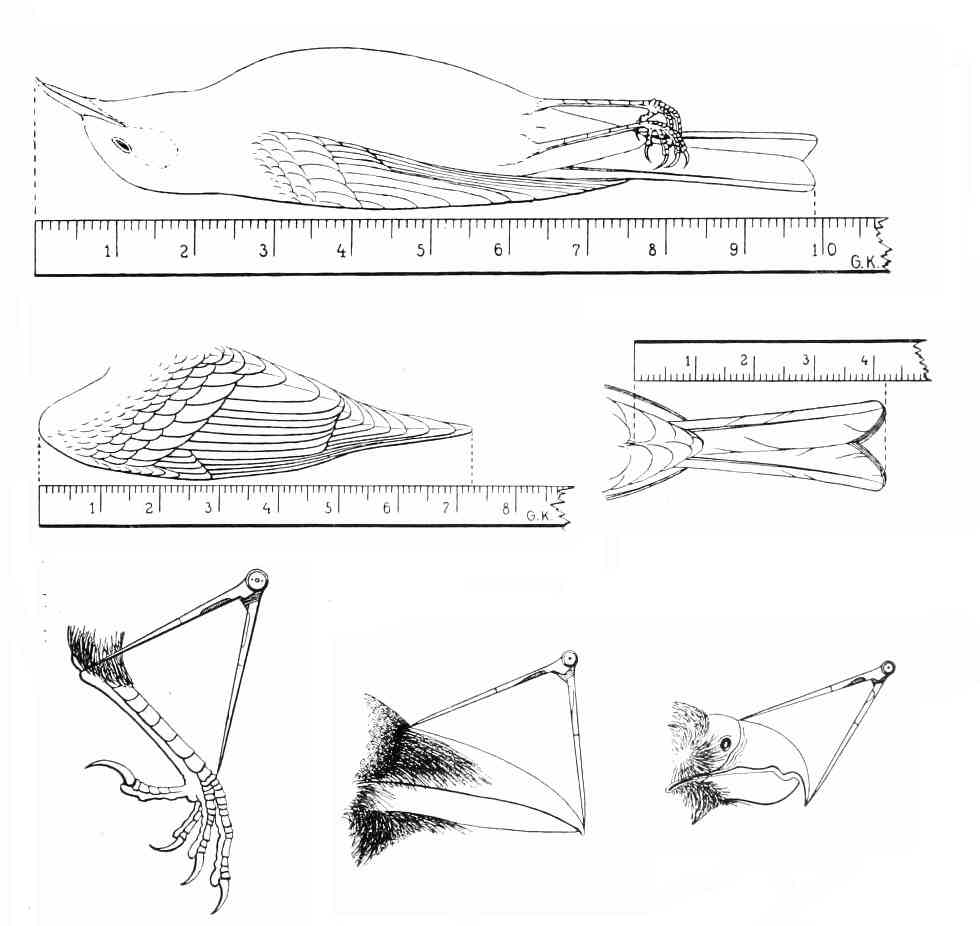
بیشتر اندازه‌گیری‌ها نیازمند استفاده از کولیس است. در اینجا اندازه‌گیری طول بدن، بال، دم، قلم پا (تارس) و دو شیوهٔ اندازه‌گیری طول نوک نشان داده شده است.

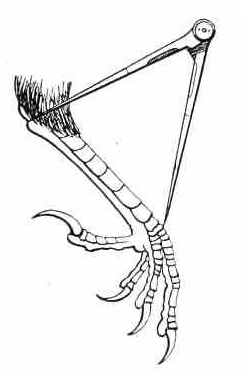
قلم پا (تارس)

اندازه‌گیری پرنده یا ‌زیست‌سنجی پرنده (Bird biometrics) رویکردهایی برای تعیین کمیت اندازه پرندگان در مطالعات علمی است. اندازه‌گیری طول بخش‌های ویژه و وزن پرندگان بین گونه‌ها، جمعیت‌های درون گونه‌ها، بین جنس‌ها و بسته به سن و شرایط، متفاوت است. برای اینکه اندازه‌گیری‌ها سودمند باشند، باید به خوبی تعریف شوند تا اندازه‌گیری‌های انجام‌شده با اندازه‌گیری‌های انجام‌شده توسط دیگران یا در زمان‌های دیگر سازگار و قابل مقایسه باشد. اندازه‌گیری‌ها می‌توانند برای مطالعه رشد، تغییر بین فرم‌های جداشده از نظر جغرافیایی، شناسایی تفاوت‌های بین جنسیت، سن یا در غیر این صورت مشخص کردن فردی پرندگان سودمند باشند. در حالی که اندازه‌گیری‌های ویژه‌ای به‌طور منظم در این زمینه برای مطالعه پرندگان زنده انجام می‌شود، برخی دیگر فقط برای نمونه‌های موجود در موزه یا تنها در آزمایشگاه قابل اندازه‌گیری هستند. قراردادهای مورد استفاده برای اندازه‌گیری می‌تواند به‌طور گسترده‌ای بین نویسندگان و کار آن‌ها متفاوت باشد، و مقایسه اندازه‌ها را به موضوعی تبدیل می‌کند که به دقت قابل توجهی نیاز دارد.

## بخش‌ها

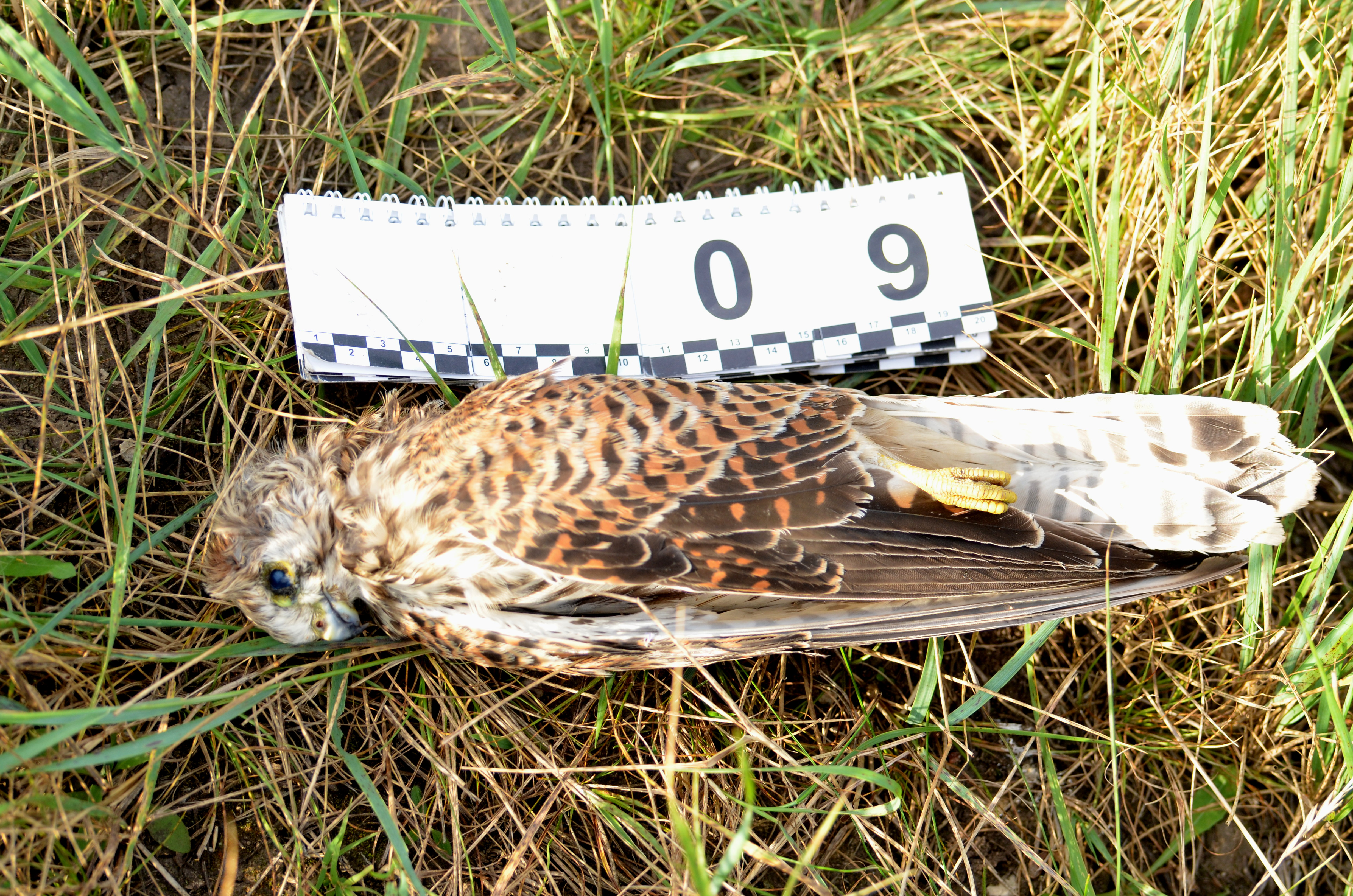
اندازه‌گیری یک دلیجه معمولی برق‌گرفته از یک کابل برق

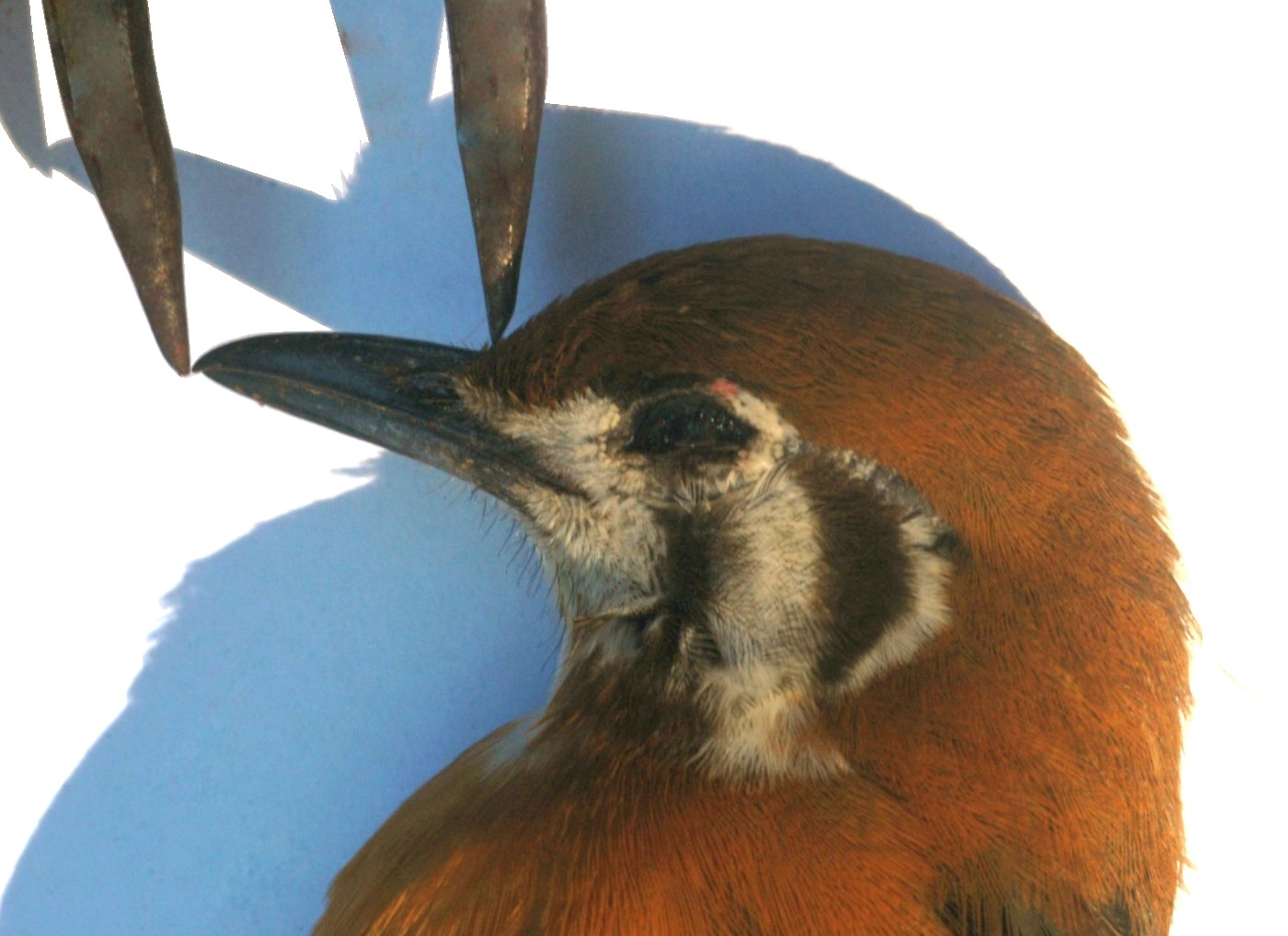
اندازه‌گیری طول نوک

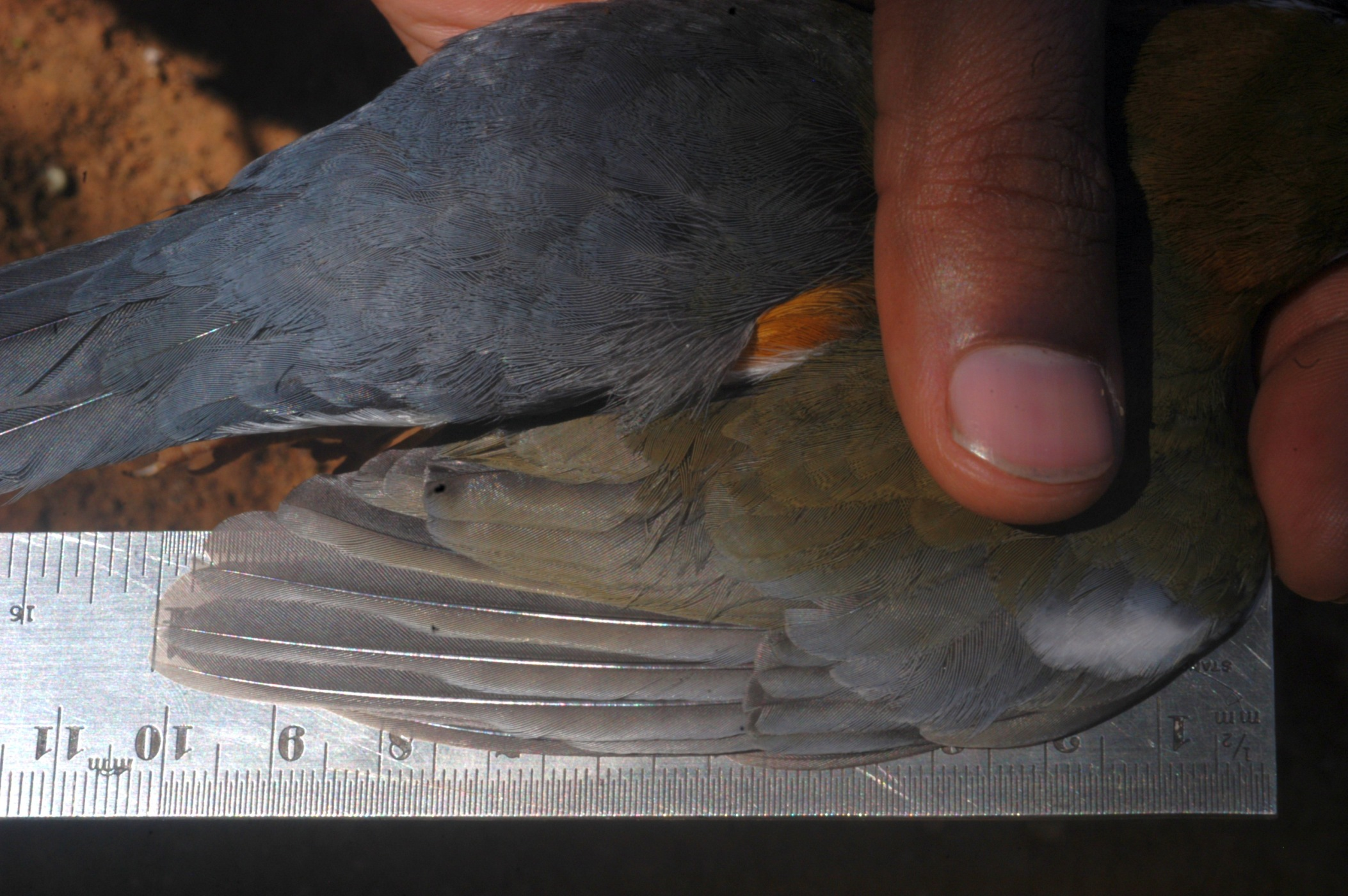
اندازه‌گیری بال

- طول بدن

- طول نوک

- سر
- پا
- قلم پا (تارس)
- دم
- بال

- گستردگی بال‌ها
- وزن